# Dominic Kimengich

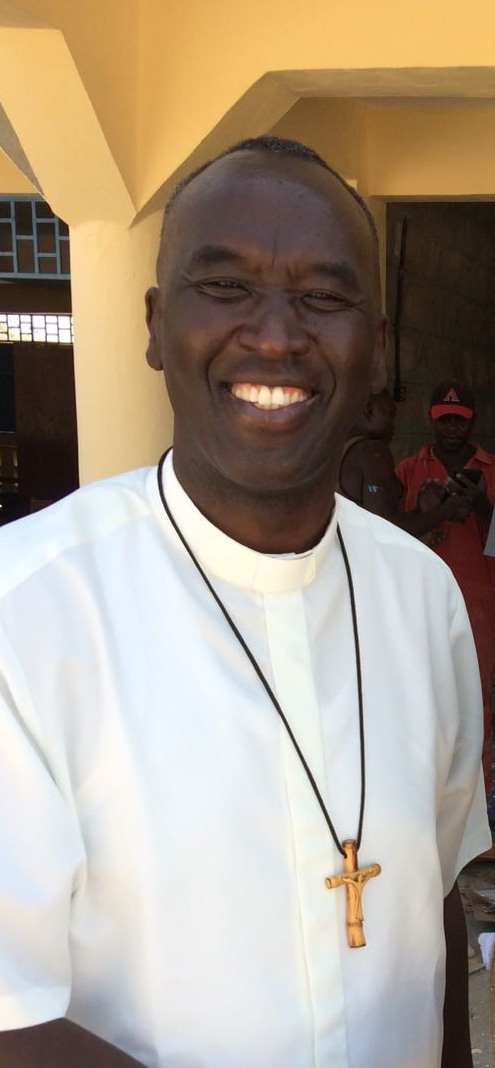
Dominic Kimengich, 2018

Dominic Kimengich (* 23. April 1961 in Kituro, Baringo District, Kenia) ist ein kenianischer Geistlicher und römisch-katholischer Bischof von Eldoret.

## Leben
Dominic Kimengich empfing am 14. September 1986 die Priesterweihe.
Papst Benedikt XVI. ernannte ihn am 20. März 2010 zum Titularbischof von Tanaramusa und Weihbischof in Lodwar. Die Bischofsweihe spendete ihm der Erzbischof von Nairobi, John Kardinal Njue, am 22. Mai desselben Jahres; Mitkonsekratoren waren Zacchaeus Okoth, Erzbischof von Kisumu, und Patrick Joseph Harrington SMA, Bischof von Lodwar.
Am 5. März 2011 wurde er zum Bischof von Lodwar ernannt.
Papst Franziskus ernannte ihn am 16. November 2019 zum Bischof von Eldoret. Die Amtseinführung fand am 1. Februar des folgenden Jahres statt. Bis zum 4. Juni 2022 war Kimengich zudem Apostolischer Administrator des vakanten Bistums Lodwar.